# Megalorhipida pseudodefectalis
Megalorhipida pseudodefectalis là một loài bướm đêm thuộc chi Megalorhipida, có ở Argentina, Brasil, Chile, và Paraguay. Its hostplants are Eupatorium betonicaeforme, Barrosoa betonicaeformis, và Senecio oleosus. Loài bướm này bay vào tháng 2, tháng 3, và tháng 12, và có sải cánh khoảng 15-18 milimét.